# Brussel Nieuwsstraat
Brussel Nieuwsstraat was een komisch programma van en met Walter Baele dat van 2000 tot 2002 uitgezonden werd op TV1.

## Concept
Het programma is een parodie op het tv-journaal, inclusief hoofdpunten, binnen- en buitenlands nieuws, rechtstreekse interventies van de reporter ter plaatse, sportnieuws en een weerbericht.
Nieuwslezer Ernst Boudewijns (Walter Baele) brengt de gekste items en nepnieuws. In de nieuwsreportages speelt Walter Baele de meest uiteenlopende typetjes die steevast terechtkomen in verrassende of bizarre situaties. Hij wordt daarin bijgestaan door een schare van collega-acteurs en tal van BV's. Het weerbericht wordt gepresenteerd door de echte weerman Frank Deboosere.

## Afleveringen
- Seizoen 1: 4 januari 2000 - 7 maart 2000 (10 afl.)
- Seizoen 2: 30 oktober 2000 - 5 februari 2001 (13 afl.)
- Seizoen 3: 7 januari 2002 - 18 maart 2002 (11 afl.)

## Trivia
In het eerste seizoen waren de commentaarstemmen van Jan Becaus en Frieda Van Wijck. Vanaf seizoen 2 werden zij vervangen om verwarring bij de kijker te voorkomen.

## Verwijzingen in populaire cultuur
Nadat het programma afgelopen was doken er regelmatig fragmenten op in archiefprogramma's van de VRT, zoals Het ABC van de VRT en De leukste eeuw.
Sinds oktober 2020 is de volledige reeks van 34 afleveringen beschikbaar via VRT NU, het online videoplatform van de VRT.